# باشگاه فوتبال لیلستروم
باشگاه فوتبال لیلستروم (انگلیسی: Lillestrøm SK) یک باشگاه فوتبال در کشور نروژ است.
این باشگاه که در شهر لیلستروم قرار دارد در تاریخ ۲ آوریل ۱۹۱۷ تأسیس شده‌است و سابقه ۵ قهرمانی در لیگ برتر فوتبال نروژ و ۵ قهرمانی در جام حذفی فوتبال نروژ دارد.